# БТР-70
Бронетранспортер БТР-70 — бойова колісна плаваюча машина, що призначена для транспортування особового складу мотострілецьких підрозділів сухопутних військ. Чотиривісна, з незалежною підвіскою, восьмиколісна (з усіма ведучими колесами), має високі динамічні характеристики та плавність ходу, кругове бронювання та кулеметне озброєння (кулемет КПВТ калібру 14,5 мм, та кулемет ПКТ калібру 7,62 мм).

## Історія
З метою покращення характеристик БТР-60ПС на його основі було розроблено новий бронетранспортер — БТР-70, прийнятий на озброєння радянської армії в 1971 році.

## Серійне виробництво
З 1976 року було разгорнуто серійне виробництво. Спочатку машина випускалася на Горьковському автомобільному заводі. З 1981 року виробництво було перенесене на Арзамаський завод автомобільних запчастин. Перша машина була випущена 23 лютого 1981 року.

## Опис конструкції
БТР-70 являє собою бойову колісну плаваючу броньовану машину. Призначений для транспортування особового складу механізованих підрозділів і їх вогневої підтримки.

### Броньований корпус і башта
Корпус бронетранспортера закритий, з гладким днищем, водонепроникний, герметизований, зроблений зі стальних броньованих листів, призначений для розміщення екіпажу і десанту, захисту їх від вогню стрілецької зброї, а також від безпосередньої дії світлового випромінення, радіоактивних та отруйних речовин. Корпус складається з лобової частини, бортів, кормової частини, даху і днища. Лобові деталі мають товщину броні 8—10 мм.
Башта бронетраспортера зварена з броньованих листів, з товщиною в передній частині — 6 мм, має форму зрізаного конуса. Призначена для кругового прицільного вогню по наземних цілях з встановлених в ній спарених кулеметів КПВТ і ПКТ.
Корпус є несучою конструкцією, на яку встановлені всі агрегати і механізми машини, в ньому розміщені три відділення.

#### Силове відділення
В кормі корпусу разташоване відділення силової установки, в якій встановлені два двигуни, зчеплення і коробка передач, які змонтовані на одній рамі. Від решти частин корпусу силове відділення відокремлене перегородкою, в якій є люки для доступу до двигунів. Також в силовому відділенні розміщуються паливні баки, які ізольовані від решти елементів відділення.

#### Бойове відділення
В середній частині корпусу знаходиться бойове відділення, в якому розміщена баштова установка, укладки з боєкомплектом, прилади спостереження та інше обладнання. Крім того, в бойовому відділенні встановлені два здвоєних тримісних и два одномісних сидіння для розміщення десанту.

#### Відділення управління
В передній частині корпусу знаходиться відділення управління, в якому розміщені органи управління машиною, прилади спостереження, лебідка, радіостанція і робочі місця механіка-водія і командира БТР.

### Озброєння
Як основне озброєння використовується 14,5-мм кулемет КПВТ, найбільша прицільна дальність стрільби — 2 км. Возимий боєкомплект складає 500 патронів.
Додатково в баштовій установці встановлено спарений з КПВТ 7,62-мм кулемет ПКТ. Дальність стрільби якого складає до 1,5 км. Возимий боєкомплект — 2000 патронів.

### Засоби спостереження і зв'язку
В склад приладів спостереження командира входять три прилади ТНПО-115 і один ТПКУ-2Б, для спостереження в нічних умовах — прилад ТКН-1С, на щитку якого встановлений освітлювач ОУ-3ГА-2М. У механіка-водія встановлено три ТНПО-115, один ТПН-Б, для спостереження в нічних умовах — прилад ТВНО-2Б. В баштовій установці знаходиться приціл ПП-61АМ та прилад спостереження ТНПТ-1. В десанту є сім лючків в корпусі для спостереження, а також два прилади спостереження ТНП-Б.
Для забезпечення зовнішнього зв'язку використовується радіостанція Р-123М, яка розміщена праворуч від місця командира. Для внутрішніх переговорів використовується переговорний пристрій на трьох абонентів Р-124.

### Двигун і трансмісія
Як силова установка використовуються два бензинових двигуни ЗМЗ-4905. Сумарна потужність яких складає 240 к.с.
Трансмісія має однодискове, фрикційне, демпферне зчеплення. Коробка передач — механічна, має чотири передніх і одну задню передачу. На третій и четвертій передачах є синхронізатори.

### Ходова частина
Ходова частина колісна, має 8 коліс розміром 9—18» с роз'ємними ободами. Шини коліс пневматичні модифікації К-58, розміром 13,00—18", з можливістю регулювання тиску в залежності від дорожних умов.
Підвіска машини незалежна важільно-торсіонна, в складі якої 8 торсіонів, 16 важелів підвіски, а також 12 гідравлічних амортизаторів подвійної дії.

## Модифікації

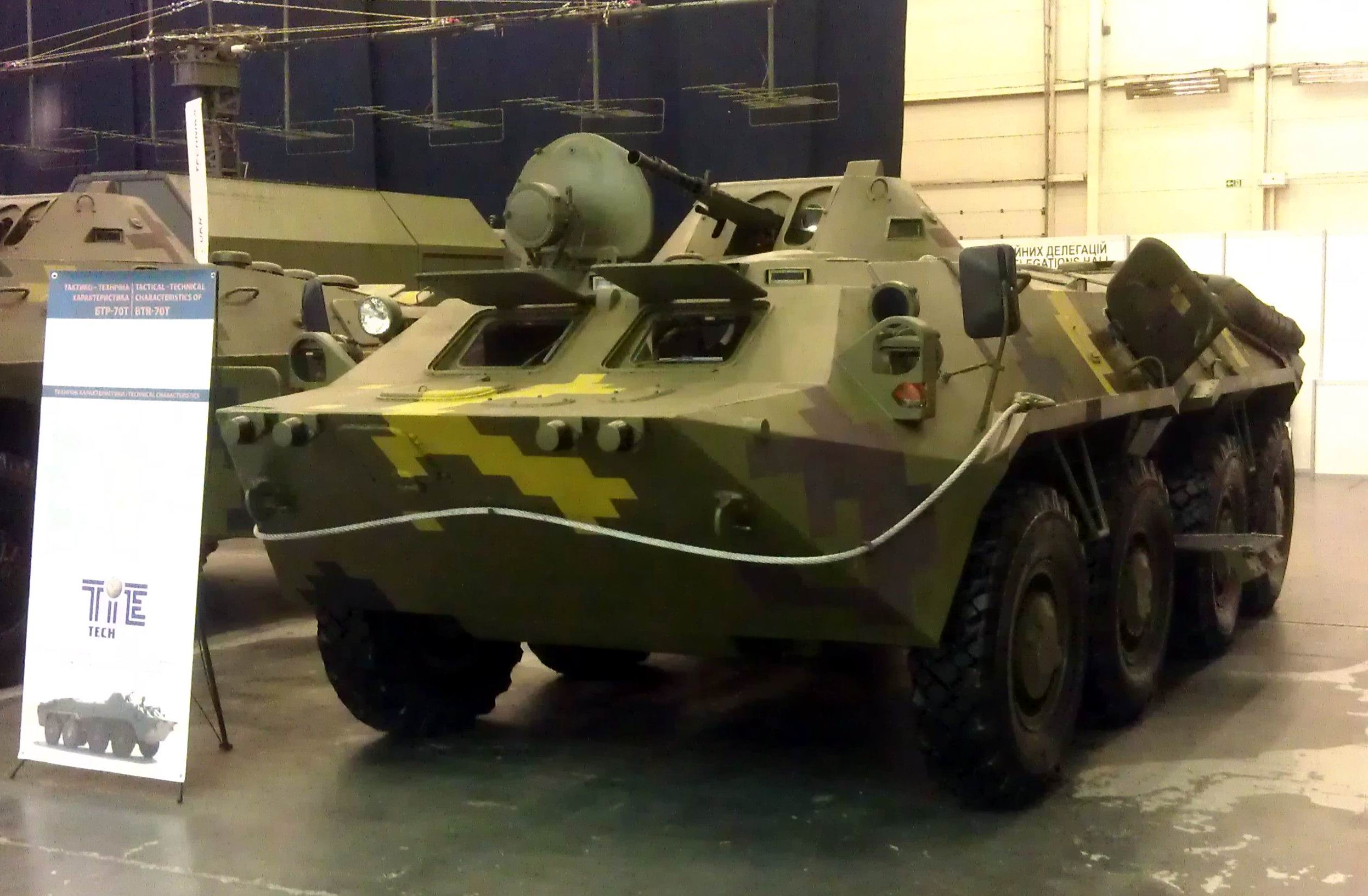
BTR-70T

- БТР-70КШМ — командно-штабна машина.
- БТР-70МС — машина радіозв'язку. Відсутня вежа, встановлені додаткові радіостанції.
- БТР-70ДІ (БТР-7) — українська модернізація БТР-70, вироблена ДП «Миколаївський бронетанковий завод». На машині встановлені: комплекс активного захисту «Заслін», телевізійний, комбінований денний і нічний приціл з лазерним далекоміром і система панорамного огляду «Панорама», автоматична система пожежогасіння, кондиціонер, два дизельних двигуна FPT «Iveco» Тектор (Євро-3), механічна шестиступінчаста коробка передач. Посилено протимінний захист, 3А і 3В по класифікації НАТО. Модернізовано бойове відділення, встановлені 30-мм автоматичний гранатомет АГС-17, ПТРК «Бар'єр» (4 ПТКР). Може встановлюватися 30-мм автоматична гармата ЗТМ-2 і оснащуватися безпілотним літальним апаратом, здатним проводити розвідку в радіусі близько 20 км.
- БТР-70МД — казахстанська модифікація БТР-70 з двигуном Д-235.9Е2 (270 к.с.) озброєна кулеметами калібру 7,62 і 14,5 міліметра, встановлені тепловізори ATS-10 виробництва турецької компанії «Аселсан».
- ТАВ-77 — румунська модифікація БТР-70.
- БТР-70М — модернізований варіант БТР-70. Встановлено дизельний двигун КамАЗ-7403 потужністю 260 к.с., замість двох бензинових двигунів, а також агрегати трансмісії від БТР-80.
- БТР-70М — українська модифікація БТР-70. Модернізація проводилася Харківським конструкторським бюро машинобудування ім. О. О. Морозова в рамках державного оборонного замовлення для оснащення миротворчих підрозділів збройних сил України. Встановлено багатопаливний дизельний двигун замість двох бензинових двигунів. Озброєння — 14,5 мм крупнокаліберний кулемет КПВТ і 7,62-мм спарений кулемет ПКТ.
- БТР-70М-А1 — білоруська модифікація. Встановлено два дизельних двигуна потужністю 136 к.с., з електронним управлінням. Передбачена установка бойового модуля БМ-30, замість стандартної вежі і кондиціонера потужністю 10 кВт.
- БТР-70МБ1 — білоруська модифікація. З новим комплексом броні, що включає решітку. Оснащена 8-циліндровим двигуном КАМАЗ-7403 з турбонаддувом, потужність 260 к. с. Максимальна швидкість 92 км / год. Має двоє дверей з кожного боку машини між другою і третьою осями, верхня частина якої відкривається в передню, а нижня частина складається вниз. В башті встановлений великокаліберний кулемет КПВТ калібру 14,5-мм і кулемет ПКТ калібру 7,62-мм. Для зв’язку встановлено цифрова радіостанція Р-181-50ТУ “Дрофа” із захистом від перешкод.[8]
- БТР-70 КБА-2 — українська модернізація БТР-70, вироблена Харківським конструкторським бюро машинобудування імені О. О. Морозова. Встановлено дизельний двигун УТД-20 українського виробництва потужністю 300 к.с. замість двох бензинових двигунів і 30-мм гармата КБА-2 замість кулемета КПВТ.
- БТР-70М — азербайджанська модифікація, спільна розробка Бакинського приладобудівного заводу, Миколаївського ремонтно-механічного заводу та Південно-Африканської компанії EWT. Встановлено бойовий модуль «Шимшек», оснащений 23-мм автоматичною гарматою ЗУ-23 або 30-мм 2А42. Посилено протимінне і протиосколкове бронювання.

- БТР-70Т — українська модернізація БТР-70, компанії «Техімпекс». Встановлено нові бічні люки десанту, як у БТР-80, радіостанція Р-173, два нових дизельних двигуна Д245.30Е2, сумарною потужністю 312 к.с., передні і задні габаритні ліхтарі БТР-80, нові колеса з безкамерними шинами. Так само можлива установка інших бойових модулів.
- Кобра-К — спільна модифікація словацьких фірм «Метапол», «ZTS Dubnica» і білоруського заводу № 140 в м. Борисові. Встановлено бойовий модуль Cobra, оснащений 30-мм автоматичною гарматою 2А42, спареним кулеметом ПКТ і вдосконаленою СУО. Машина оснащена димовою системою «Хмара», німецькою системою кондиціонування DATO-V. Передбачена заміна двигунів на один дизельний КамАЗ-7403, потужністю 260 к.с. Екіпаж складається з 3 чоловік і 8 піхотинців в десантному відділенні.
- БТР-70-23М — вірменська модифікація. Встановлено дизельний двигун КамАЗ-7403 потужністю в 260 к.с. Кулемети КПВТ та ПКТ замінені на автоматичну гармату 2А14. Для відводу порохових газів на башті встановлений вентиляційний клапан. Посилено бронювання.

## Машини на базі
- «Відсік» — радянська експериментальна 120-мм САУ.
- 2С14 «Жало-С» — радянська експериментальна 85-мм протитанкова САУ.
- 1Л29 «Ртуть-Б» — станція перешкод радіопідривача СПР-2.
- 15Я56М — машина бойового поста МБП.
- «БТР-Космос» — діюча модель інопланетного «танка»-автомата для зйомок кінофільму «Залюднений острів».
- БТР-70Ді-02 «Світязь» (КШМ «Світязь») — українська командно-штабна машина, вироблена ДП «Миколаївський бронетанковий завод».
- БММ «Ковчег» — українська броньована медична машина, вироблена ДП «Миколаївський бронетанковий завод».
- БРЕМ-2000 (БРЕМ-7К) — українська броньована ремонтно-евакуаційна машина, вироблена ДП «Миколаївський бронетанковий завод».
- УДС-70 — навчально-діючий стенд, виробництва ДП «Миколаївський бронетанковий завод».
- КМ-70 (БТР-МК) — білоруська командна машина, на базі БТР-70М, виробництва «Мінотор-сервіс». Башта демонтована, встановлено дві радіостанції Р-130М і Р-123М, навігаційна апаратура. Екіпаж 6 чоловік.
- МТП-70 (МТП-К) — білоруська машина технічної допомоги, на базі БТР-70М, виробництва «Мінотор-сервіс». Озброєна 7,62-мм кулеметом ПКТ. Оснащена тягової лебідкою, вантажопідйомним пристроєм вантажопідйомністю 1,5 тонни, обладнанням електрозварювання. Екіпаж 4 людини.
- БРЕМ-70МБ1 — білоруська броньована ремонтно-евакуаційна машина створена на базі БТР-70МБ1. Встановлено дизельний двигун КАМАЗ-7403.10 потужністю 260 к.с., який забезпечує максимальну швидкість по шосе – не менше 70 км/год; по ґрунтових дорогах – не менше 30 км/год. Маса зразка становить 13 т. Екіпаж машини – 4 людини.[9]
- Варан — глибока модернізація української компанії «Техімпекс» на шасі БТР-70[10]

## Країни-експлуатанти
- Вірменія: 20
- Азербайджан: 257
- Білорусь: 446
- Джибуті: 6
- Грузія: 45
- Боснія і Герцеговина 3
- Бангладеш: 55+
- Казахстан: 45
- Киргизстан: 45
- Північна Македонія: 58
- Молдова: 5
- Монголія: 40+
- Пакистан: 120
- Румунія: 170
- Росія: 95
- Україна: 1026
- Узбекистан: 36
- Таджикистан: 2
- Туркменістан: 170
- В'єтнам: 150